# Ligota Wielka (powiat dzierżoniowski)
Ligota Wielka (niem. Groß Ellguth) – wieś w Polsce położona w województwie dolnośląskim, w powiecie dzierżoniowskim, w gminie Łagiewniki.

## Podział administracyjny
W latach 1975–1998 miejscowość należała administracyjnie do województwa wrocławskiego.

## Historia
Pierwsze ślady osadnictwa można odnaleźć już w okresie kultury łużyckiej. W roku 1566 wzniesiono na tym obszarze dwór rycerski.

## Zabytki
Do wojewódzkiego rejestru zabytków wpisane są obiekty:
- Dwór w Ligocie Wielkiej, zabytkowy  z XVI/XVII w.
- kościół filialny pw. Matki Bożej Królowej Polski, należący do parafii w Ratajnie, zbudowany w II połowie XVI w., przebudowywany w I poł XVIII w., z XVI-wiecznym renesansowym ołtarzem we wnętrzu.[5]